# 瓜亞基爾

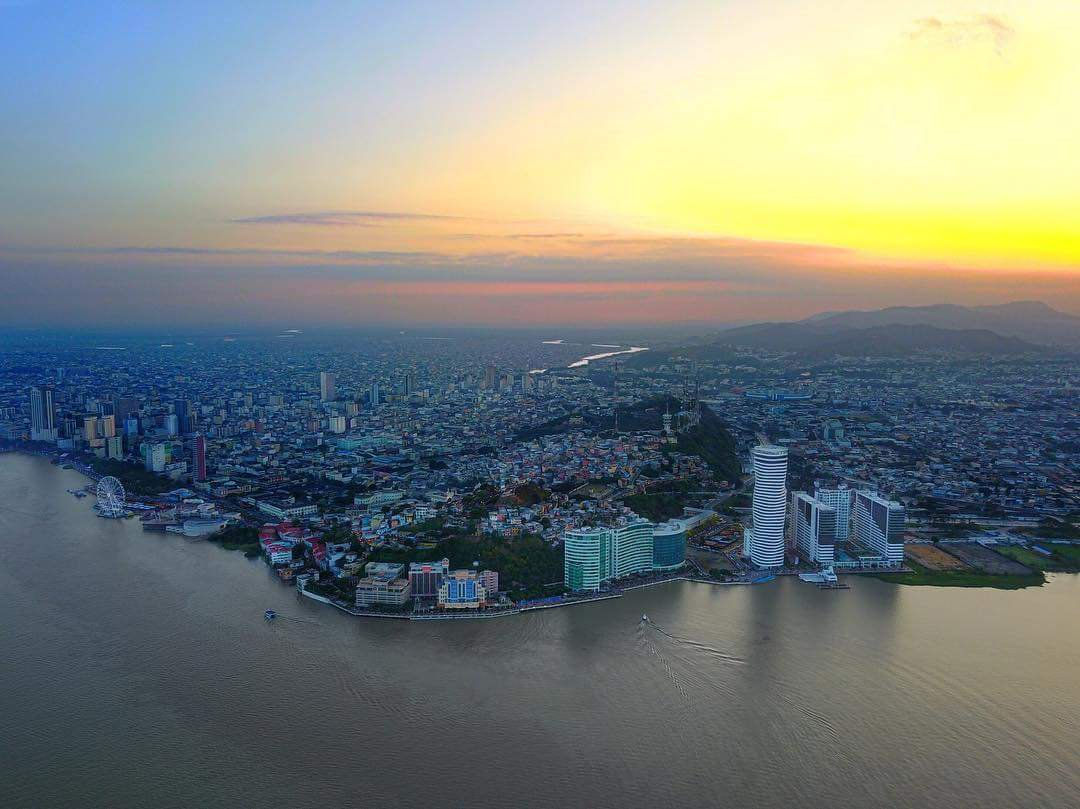
瓜亚基尔的鸟瞰图

1741年的雕刻版瓜亚基尔地图

瓜亚基尔（西班牙語發音：[ɡwaʝaˈkil] ⓘ；艾马拉语和克丘亚语：Wayakil），旧译为危亚贵，官方全名圣地亚哥·德·瓜亚基尔（西班牙語：Santiago de Guayaquil），是厄瓜多尔最大城市和主要海港，瓜亚斯省省会及瓜亚基尔县县治。
瓜亚基尔城坐落在瓜亚斯河西岸，临近其太平洋入海口瓜亚基尔湾。

## 历史
1538年7月25日，西班牙征服者 Francisco de Orellana 在一個原住民村莊建立了瓜亚基尔，当时名为 Muy Noble y Muy Leal Ciudad de Santiago de Guayaquil（意为“圣地亚哥的瓜亚基尔之最高贵與忠诚的城市”）。
1687年，英国人乔治·德·豪特、法国人皮卡德和格罗涅特指挥的英法海盗劫掠了瓜亚基尔。在260多名海盗当中，35人死亡，46人受伤；守衛者有75名死亡，100多人受伤。
1709年，英国船长伍兹·罗杰斯，艾蒂安·考特尼和威廉·丹皮尔以及旗下110名船员洗劫了瓜亚基尔并要求赎金。然而，当地黄热病疫情爆发后，他们很快离开，并没有领取赎金。 
殖民时代，瓜亚基尔是西班牙在太平洋上的主要造船厂（不過有些航海家認為瓦尔迪维亚（今属智利）的条件更好）。
1820 年10 月9 日，一群平民在秘魯上校格雷戈里奧·埃斯科貝多(Gregorio Escobedo) 領導的駐紮在瓜亞基爾的“Granaderos de Reserva”營士兵的支持下，在幾乎沒有發生流血事件的情形下，擊敗了保皇黨衛隊的抵抗並逮捕了西班牙派駐首長。瓜亞基爾宣布從西班牙獨立，成立“瓜亚基尔自由省”（ )，何塞·華金·德·奧爾梅多（José Joaquín de Olmedo）被任命为瓜亚基尔的「平民首長（Jefe Civil ）」。
西蒙·玻利瓦爾派遣安東尼奧·何塞·德·蘇克雷將軍，在何塞·德·圣马丁承諾的一個師的支持下，從瓜亞基爾出發，率領獨立聯盟軍參加了皮欽查戰役，確保了大哥倫比亞的獨立（日後分裂成為厄瓜多爾共和國）。
1822年7月26日，何塞·德·圣马丁和西蒙·玻利瓦尔在瓜亚基尔会面，以计划完成祕魯以及西班牙南美殖民地的独立。
1829年，在秘鲁和大哥伦比亚共和国的战争中，秘鲁军队占领瓜亚基尔7个月之久。
1860年，厄瓜多尔内战中，瓜亚基尔战役发生在该城。战役一方是加布里埃尔·加西亚·莫雷诺和胡安·何塞·弗洛雷斯将军领导的临时政府军队，另一方是获秘鲁承认的瓜亚斯首长吉列尔莫·佛朗哥领导的军队。最终临时政府军获得胜利，在厄瓜多尔境内清除了秘鲁的影响。
1896年，大火毁坏了这座城市的大部分地区。
1898年，瓜亚基尔市政厅（Muy Ilustre Municipalidad de Guayaquil）正式将《十月九日之歌》（Canción al Nueve de Octubre，又称《瓜亚基尔之歌》）定为城歌。该歌曲由厄瓜多尔前总统 José Joaquín de Olmedo 于1821年编词，由 Ana Villamil Ycaza 于 1895 年作曲。
1922年，该市的工人进行了为期三天的大罢工，至少有300人被军方和警察杀害。
2020年，2019冠状病毒病疫情重创瓜亚基尔。城市的医疗和殡葬服务严重过载，一度出现横尸街头的惨相。四月的前两个星期，该城的死亡人数相比往年平均水平多出了近 6,000。

## 经济
瓜亚基尔人的主要收入来源是正规和地下贸易、商业、农业和水产养殖。中小型企业和地下经济为瓜亚基尔人提供了数千就业岗位。
瓜亚基尔港是厄瓜多尔最重要的商业港口。大多数国际进出口商品都会经过瓜亚基尔湾。目前市政府希望将瓜亚基尔转变为一流的国际旅游和跨国商务中心。

## 政府
本市第一位女市長是1988年的愛莎·布坎藍（Elsa Bucaram）；2020年的市長辛西娅·维特里（Cynthia Viteri）是第二位女市長，受到前任市長海梅·內博特（Jaime Nebot）的支持。   
2000 年代初該市進行了一系列建設以發展旅遊業。 「城市復興」計畫重建了城市主要觀光街道的人行道，並透過多個基礎設施項目（快速道路、橋樑、高架橋、隧道等）改善了城市混亂的交通系統。
2006 年 8 月，該市第一個快速公車系統 Metrovía 開始營運，提供更快捷、大容量的服務。其他項目包括改造瓜亞斯河沿岸的海濱長廊 (malecón)，以及一個位於新住宅開發區的公園 Nuevo Parque Histórico，它位於紅樹林濕地地區。
2013年建造了兩座連接瓜亞基爾市中心、桑泰島和杜蘭鎮的人行天橋，讓人們可以進行生態旅遊並當天返回。

## 地理
瓜亚基尔是該国第二大的城市 ，也是瓜亚斯省的省会。 本城位於瓜亚斯河畔，在瓜亚基尔湾以北约60公里，靠近赤道。 
瓜亞基爾因其土壤地層、位於「火環」和北安第斯隱沒帶南側，面臨重大地震威脅。
由於本城坐落於堅硬岩床上的深層軟沉積物和鹹水環境中的沉積物組成軟弱可壓縮土壤，很容易受到地震破壞。。此外，這座城市本身也受到有活躍斷層的厄瓜多爾邊緣隱沒帶影響。還有北安地斯地殼向北漂移而形成的瓜亞基爾-巴巴霍約走滑斷層系統（Guayaquil-Babahoyo strike-slip fault system）。
海嘯威脅則來自於鄰近的瓜亞基爾灣；該海灣是地球上隨時都可能發生地震的主要地點之一。它具有複雜的構造特徵，如波索爾哈和詹貝利這兩個主要的東西向拆離系統（detachment systems）；普納-聖克拉拉東北-西南走向的斷層系統；和多米托南北向斷層系統。但僅對針對沿海農業區，而非主要人口居住區有海嘯威脅預報。

### 氣候
瓜亞基爾為熱帶稀樹草原氣候（柯本氏氣候分類為Aw）。 一月至四月炎熱潮濕，降雨量大，在聖嬰現象年份雨量大為增加，常發生洪澇災害。但其他時間（五月到十二月），由於洪堡洋流的冷卻影響，降雨量很少，早上和下午通常多雲，晚間有微風。
| 瓜亞基爾                      | 瓜亞基爾     | 瓜亞基爾      | 瓜亞基爾      | 瓜亞基爾     | 瓜亞基爾    | 瓜亞基爾    | 瓜亞基爾    | 瓜亞基爾    | 瓜亞基爾    | 瓜亞基爾    | 瓜亞基爾    | 瓜亞基爾    | 瓜亞基爾        |
| 月份                          | 1月          | 2月           | 3月           | 4月          | 5月         | 6月         | 7月         | 8月         | 9月         | 10月        | 11月        | 12月        | 全年            |
| ----------------------------- | ------------ | ------------- | ------------- | ------------ | ----------- | ----------- | ----------- | ----------- | ----------- | ----------- | ----------- | ----------- | --------------- |
| 历史最高温 °C（°F）           | 37.2 (99.0)  | 35.4 (95.7)   | 37.3 (99.1)   | 35.8 (96.4)  | 35.2 (95.4) | 35.0 (95.0) | 34.1 (93.4) | 34.7 (94.5) | 34.4 (93.9) | 35.1 (95.2) | 35.4 (95.7) | 36.7 (98.1) | 37.3 (99.1)     |
| 平均高温 °C（°F）             | 31.2 (88.2)  | 31.2 (88.2)   | 32.2 (90.0)   | 32.0 (89.6)  | 31.2 (88.2) | 29.8 (85.6) | 29.1 (84.4) | 29.7 (85.5) | 30.5 (86.9) | 30.2 (86.4) | 31.1 (88.0) | 31.8 (89.2) | 30.8 (87.4)     |
| 日均气温 °C（°F）             | 27.1 (80.8)  | 27.3 (81.1)   | 28.0 (82.4)   | 27.8 (82.0)  | 26.9 (80.4) | 25.7 (78.3) | 25.0 (77.0) | 25.2 (77.4) | 25.5 (77.9) | 25.6 (78.1) | 26.2 (79.2) | 27.1 (80.8) | 26.5 (79.7)     |
| 平均低温 °C（°F）             | 23.0 (73.4)  | 23.4 (74.1)   | 23.7 (74.7)   | 23.5 (74.3)  | 22.6 (72.7) | 21.5 (70.7) | 20.8 (69.4) | 20.7 (69.3) | 20.5 (68.9) | 20.9 (69.6) | 21.3 (70.3) | 22.4 (72.3) | 22.0 (71.6)     |
| 历史最低温 °C（°F）           | 20.0 (68.0)  | 15.8 (60.4)   | 19.9 (67.8)   | 19.4 (66.9)  | 18.5 (65.3) | 17.6 (63.7) | 17.0 (62.6) | 17.2 (63.0) | 17.2 (63.0) | 17.8 (64.0) | 17.0 (62.6) | 18.0 (64.4) | 15.8 (60.4)     |
| 平均降水量 mm（）             | 200.7 (7.90) | 332.0 (13.07) | 315.7 (12.43) | 207.7 (8.18) | 62.6 (2.46) | 34.0 (1.34) | 15.6 (0.61) | 1.2 (0.05)  | 1.5 (0.06)  | 5.6 (0.22)  | 29.1 (1.15) | 68.0 (2.68) | 1,263.2 (49.73) |
| 平均降水天数（≥ 1.0 mm）      | 12           | 14            | 15            | 10           | 4           | 1           | 0           | 0           | 0           | 1           | 0           | 2           | 59              |
| 来源1：世界氣象組織           |              |               |               |              |             |             |             |             |             |             |             |             |                 |
| 来源2：美國國家海洋暨大氣總署 |              |               |               |              |             |             |             |             |             |             |             |             |                 |

## 人口統計
| 瓜亚基尔市人口變動 同時列出瓜亞斯省、瓜亞基爾縣、瓜亞基爾市資料。 |           |            |            |
| 調查年分                                                          | 瓜亞斯省  | 瓜亞基爾縣 | 瓜亞基爾市 |
| 1950                                                              | 582,144   | 331,942    | 258,966    |
| 1962                                                              | 979,223   | 567,895    | 510,804    |
| 1974                                                              | 1,512,333 | 907,013    | 823,219    |
| 1982                                                              | 2,038,454 | 1,328,005  | 1,199,344  |
| 1990                                                              | 2,515,146 | 1,570,396  | 1,508,444  |
| 2001                                                              | 3,309,034 | 2,039,781  | 1,985,379  |
| 2010                                                              | 3,645,483 | 2,350,915  | 2,291,158  |
| 來源：Instituto Nacional de Estadisticas y Censos                 |           |            |            |

| 瓜亞基爾市人口成長率 同時列出瓜亞斯省、瓜亞基爾縣、瓜亞基爾市資料。 |          |                     |            |
| 調查年分                                                            | 瓜亞斯省 | Canton of Guayaquil | 瓜亞基爾市 |
| 1950–1962                                                           | 4.34%    | 4.49%               | 5.67%      |
| 1962–1974                                                           | 3.77%    | 4.06%               | 4.14%      |
| 1974–1982                                                           | 3.52%    | 4.50%               | 4.44%      |
| 1982–1990                                                           | 2.63%    | 2.10%               | 2.87%      |
| 1990–2001                                                           | 2.49%    | 2.38%               | 2.50%      |
| 2001–2010                                                           | 1.12%    | 1.69%               | 1.71%      |
| 來源：Instituto Nacional de Estadisticas y Censos                   |          |                     |            |

## 菜餚

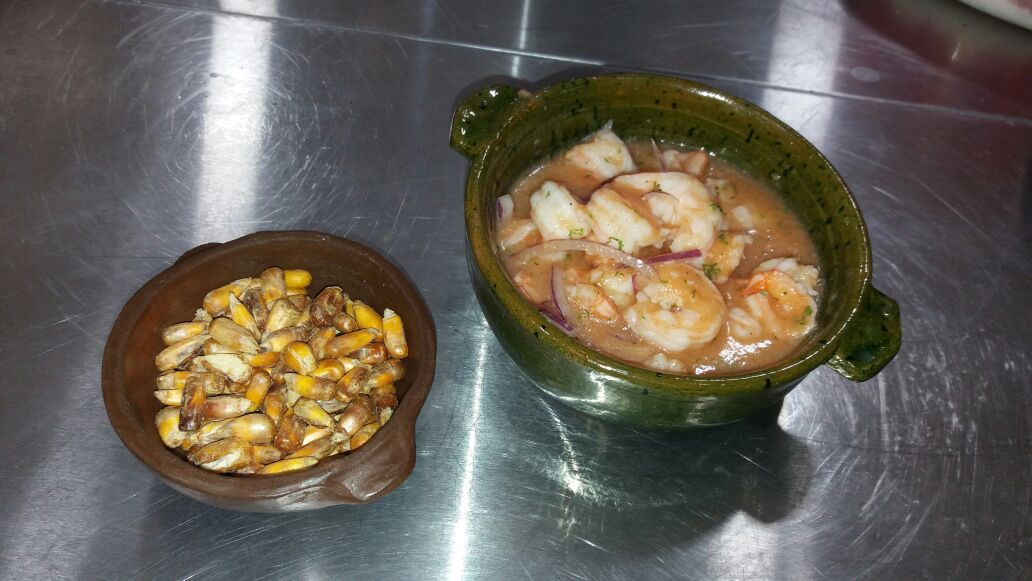
厄瓜多爾酸橘汁醃魚，由蝦子和檸檬、洋蔥、番茄和一些香草製成。有些地方還會使用番茄醬、芥末和橘子。

典型的瓜亞基爾美食是海鮮菜餚，如厄瓜多燉魚（encebollado）、酸橘汁醃魚（ceviche）、cazuela 和 encocado（蝦或金槍魚配椰子醬和米飯）。
早餐時，patacones（油炸的大蕉片） 和 bolon（炸大蕉加起司搗碎並製成圓形）很重要。另一種著名的早餐菜餚是用小麥粉和奶酪製成的「de viento”恩潘納達，或用馬蘇里拉奶酪製成的“de verde”大蕉恩潘納達。
木薯麵包類似於起司麵包，是瓜亞基爾的典型小吃。隨著中東移民的增加，沙威瑪商店也出現在市內。
厄瓜多爾式中餐（Chifa）菜餚，是常見的快餐選擇。
始於瓜亞基爾的菜餚還有蕉丸湯（以花生和綠大蕉製成綠色蕉球，內餡為肉和其他配料）。 Bollo則類似芭蕉粽，主要成分也是綠大蕉和海鮮。另外還有 arroz con pescado frito（米飯配炸魚），以及arroz con menestra y carne asada （燉烤肉米飯）。